# Ling Tosite Sigure
Ling Tosite Sigure (яп. 凛として時雨, Rin Toshite Shigure, lit. Холодна злива) інді тріо засноване 2002 року в Сайтамі, Японія. Стиль гурту нагадує пост-хардкор і прогресивний рок, часто супроводжується швидкими змінами темпу, складними гітарними мелодіями та грою на ударних. Вони використовують і чоловічий і жіночий вокал, який коливається від м'якого співу до гучних криків. 

## Біографія
Заснований гурт 2002 року в Сайтамі, Ling Tosite Sigure випустив декілька демо перш ніж заснувати свій власний лейбл, Nakano Records, і видав свій дебютний альбом #4. Їх другий альбом — Inspiration is DEAD було випущено 2007 року, що, разом з міні-альбомом минулого року, спричинило зростання популярності в Японії.
В 2007 році гурт виступив на Countdown music festival, після чого продовжив свій тур на регулярній основі.
В квітні 2008, гурт випустив сингл «Telecastic fake show», який опинився в топ 20 чарту Oricon. В липні вони взяли участь в Fuji Rock Festival, а в серпні в Rising Sun Rock Festival. В грудні 2008, Ling Tosite Sigure випустив сингл «moment A rhythm», після підписання контракту з Sony Music. Сингл влючав в собі арт-бук з фотографіями TK.

## Склад
- Тору «TK» Кітаджима (北嶋徹) — гітара, вокал
- Мійоко «345» Накамура (中村美代子) — бас, вокал
- Масатоші «Pierre» Накано (ピエール中野) — ударні

## Дискографія

### Студійні альбоми
| Рік  | Інформація про альбом                                                                                          | Позиція в чарті Oricon | Продаж |
| ---- | --- | ---------------------- | ------ |
| 2005 | #4 - Реліз: Листопад 9, 2005 - Лейбл: Nakano (ANTX-1002) - Формати: CD, цифрове завантаження                   | 145                    | 9,000  |
| 2007 | Inspiration is DEAD - Реліз: 22 серпня, 2007 - Лейбл: Nakano (ANTX-1009) - Формати: CD, цифрове завантаження   | 39                     | 28,000 |
| 2009 | just A moment - Реліз: 13 травня, 2009 - Лейбл: Sony (AICL-2014) - Формати: CD, цифрове завантаження           | 4                      | 44,000 |
| 2010 | still a Sigure virgin? - Реліз: 22 вересня, 2010 - Лейбл: Sony (AICL-2174) - Формати: CD, цифрове завантаження | 1                      | 45,000 |
| 2013 | i'mperfect - Реліз: 10 квітня, 2013 - Label: Sony (AICL-2526) - Формати: CD, цифрове завантаження              | 3                      | 30,000 |